# 마카룬

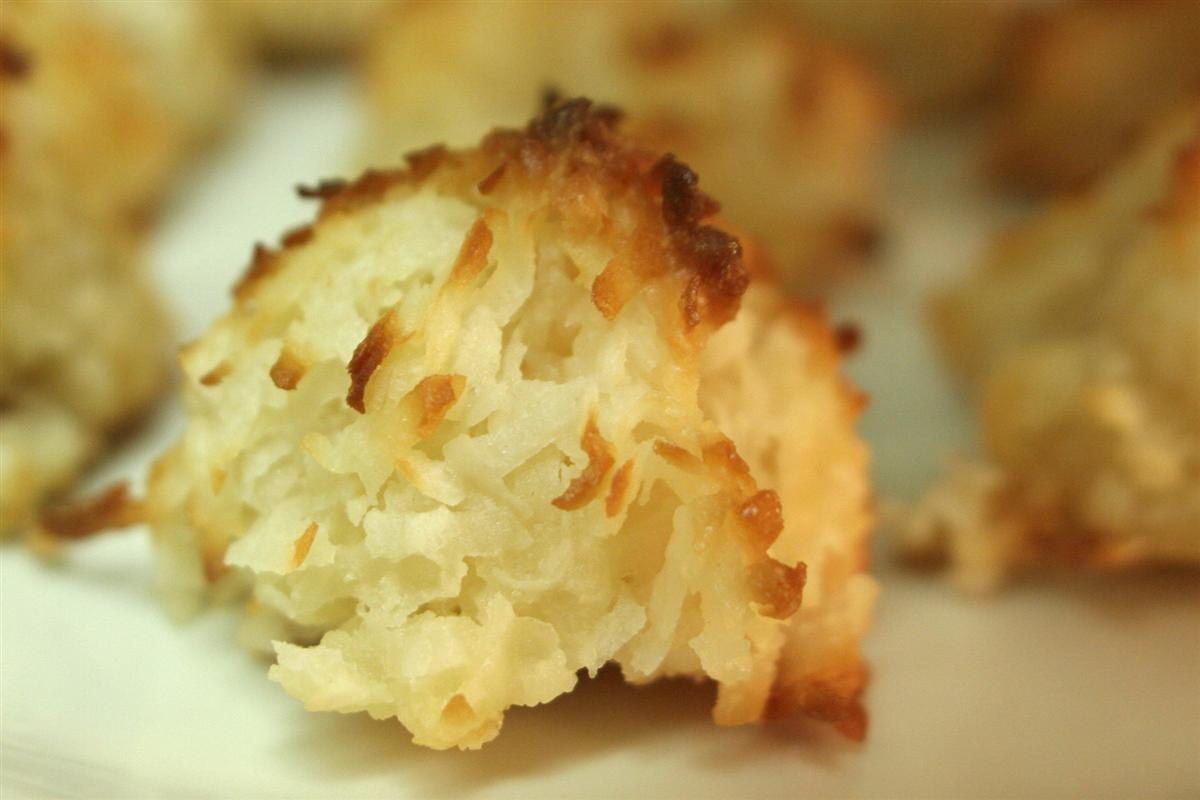

마카룬(macaroon /mækəˈruːn/[*])이란 머랭과 유사한 구운 과자의 일종이다. 마카롱과는 다르다. 한국의 밤과자와 비슷하게 생겼다.